# Température de l'Univers
En raison de la très faible densité moyenne de la matière dans l'Univers, et malgré l'existence de corps extrêmement chauds, la température moyenne de l'Univers est celle du rayonnement fossile (fond diffus cosmologique), soit 2,726 0 ± 0,001 3 K (−270,424 ± 0,001 3 °C).
La notion de "température de l'univers" n'est pas triviale et nécessite une définition. L'univers est constitué essentiellement d'espace vide et l'espace vide ne possède pas en soi une température . Il est donc nécessaire de définir la température (moyenne) de l'univers comme étant la température que prendrait (en moyenne) un objet matériel en équilibre thermique à un point donné de l'univers. La plupart des points de l'univers étant très éloignés des sources de chaleur, la principale source d'énergie thermique hors de ces sources de chaleur est (de loin) le fond diffus cosmologique. Comme celui-ci est extrêmement isotrope, et présente toutes les caractéristiques du rayonnement d'un corps noir, la température de l'univers est donc assimilée à la température du rayonnement fossile.
Même s'il existe d'autres énergies existant à chaque point de l'univers que le fond diffus cosmologique, comme l'énergie noire, la matière noire, les neutrinos.. voire l'énergie du point zéro, seuls les photons (et donc le fond diffus), parmi ces sources d'énergie, sont en mesure de réaliser des transferts thermiques sur un objet matériel.

## Décroissance de la température
La température de l'univers a été extrêmement élevée juste après le Big Bang, par exemple de l'ordre de 1032 K à la fin de l'ère de Planck (10−43 s après le Big Bang). Ensuite elle n'a pas cessé de diminuer, en relation directe avec l'expansion de l'Univers (détente adiabatique). La température est en particulier passée au-dessous de 3 000 K environ 380 000 ans après le Big Bang, ce qui a enclenché la Grande recombinaison et l'émission du rayonnement cosmologique.
En 2022, la température de l'univers un milliard d'années après le Big Bang a pu être mesurée à a peu près 20 K, confirmant que l'univers s'est refroidi très rapidement après le Big Bang.
La température de l'univers il y a 7.2 milliards d'années a été mesurée à 5,1 K en mesurant la température de molécules de gaz dans une galaxie éloignée de cette distance, provoquant un effet de lentille gravitationnelle de la lumière du quasar lointain.
Selon le modèle ΛCDM, la température Tr de l'Univers (exprimée en MeV) a décru au cours du temps t (compté depuis le Big Bang, exprimé en secondes) suivant la relation approximative :
{\displaystyle T_{\mathrm {r} }\,(\mathrm {MeV} )\approx {\frac {1}{\sqrt {t\,(\mathrm {s} )}}}}